# Тождество Поллачека — Спитцера
То́ждество Полла́чека — Спи́тцера — тождество, связывающее характеристическую функцию сумм независимых случайных величин.

## Формулировка
При {\displaystyle |z|<1} , {\displaystyle Im\lambda \geqslant 0} справедливо тождество: {\displaystyle \sum _{n=0}^{\infty }z^{n}Me^{\lambda {\overline {S_{n}}}}=\exp {\mathcal {f}}\sum _{k=1}^{\infty }{\frac {z^{k}}{k}}Me^{i\lambda max(0,S_{k})}{\mathcal {g}}}

## Пояснения
В формулировке теоремы {\displaystyle {\mathcal {f}}\xi _{k}{\mathcal {g}}} последовательность независимых одинаково распределённых случайных величин. Обозначим {\displaystyle S_{n}=\sum _{k=1}^{n}\xi _{k},S_{0}=0}, а {\displaystyle {\overline {S_{n}}}=\max(0,\xi _{n})=\max(0,S_{1},...,S_{n})}. Тождество связывает характеристическую функцию {\displaystyle {\overline {S_{n}}}} с характеристическими функциями {\displaystyle \max(0,S_{n})}.